# Кальпиди, Варвара Владиславовна
Варвара Владиславовна Кальпиди (род. 14 января 1956) — российский журналист, член Пермского отделения Союза журналистов России, Международного Союза журналистов, режиссёр, продюсер, сценарист, лауреат Пермского форума Книги (2001), обладатель Специального приза жюри «За профессионализм» Всероссийского фестиваля «Моя провинция» (2001), личной награды от Национальной ассоциации телерадиовещателей России и президента Эдуарда Сагалаева (2001), диплома Всероссийского фестиваля «Моя малая родина» при Правительстве РФ (2003). Победитель конкурса «Bridging the Gut Russia Project» ВВС World Service TRUST" (2001—2003), лауреат фестиваля «Золотой бубен» (Ханты-Мансийск — 2005г), лауреат Первого фестиваля неигрового кино и телевидения «Созвездие созидателей»(2017).

## Творчество
Варвара Кальпиди со студенческой скамьи занималась журналистикой. В годы учёбы на филологическом факультете Пермского государственного университета печаталась в пермских газетах.
С середины 1980-х Варвара Кальпиди  участвовала в работе творческого объединения «Инициатива», продюсерского центра, который занимался прокатом и дистрибуцией советских и зарубежных фильмов, выставок современных художников и фотографов, концертами музыкальных групп (АВИА, Аукцыон, Аквариум, Джунгли, Пикник, Наутилус, Ноль).
Объединение выпускало собственные печатные издания, среди которых газета «Пари» и детская газета «Фенька». «Инициатива» создавала собственные развлекательные шоу-программы, которые демонстрировались в кинотеатрах страны. При создании новаторских мультижанровых интерактивных программ использовалось кино, современная хореография, иллюзион, театр, рок и поп-музыка, инсталляции, выступления с животными, ростовые куклы, модные дефиле.
Спектакль «В поисках Глюка» сопровождал выход на экраны страны фильм «Чёрная роза — эмблема печали, красная роза — эмблема любви». Сценарии программ были написаны при участии и под руководством главного редактора «Инициативы» Варвары Кальпиди.
С середины 1990-х Варвара Кальпиди работает на пермском телевидении — в телекомпании ВЕТТА (заместитель директора по развитию) и Авто ТВ ( продюсер, сценарист, журналист) создаёт телепрограммы «Популярная киномеханика», «Прощай, XX век!».
С 2000 года Варвара Кальпиди становится продюсером собственных проектов. Создаёт двухсерийный фильм «Грибушина наследники», телесериал «Тайны города Перми», цикл авторских вечеров "Штампы истории" и «Вперед, в прошлое!». Варвара Кальпиди является автором сценария и продюсером пятнадцати фильмов и нескольких программ(см. список).

## Фильмы и передачи
Фильмография:
- Популярная киномеханика, телеигра, 1998.
- Прощай, 20 век! Телепрограмма, 1999https://www.youtube.com/watch?v=iZzDbCyWGsk
- .Грибушина наследники, историко-документальный фильм, 2000.https://www.youtube.com/watch?v=pl1fEjHpTTA
- История с видением (из цикла «Тайны города Перми») 2001.
- Архиерейский сад (из цикла «Тайны города Перми») 2002[1].https://www.youtube.com/watch?v=gtH5VdtwiHI
- Пермь масонская (из цикла «Тайны города Перми») 2003.youtube.com/watch?v=nM7lJ6WfzuE
- Огарки (из цикла «Тайны города Перми») 2004.https://www.youtube.com/watch?v=gJzUz5pK-RQ
- В поисках Заратуштры, игровой фильм 2005. https://www.youtube.com/watch?v=xfv2PDyC90
- Улицы города Перми, цикл фильмов 2006.https://www.youtube.com/watch?v=xc-mP0VLKmM
- Пермь-Луисвилль: история любви. 2006.
- Пермь-Оксфорд: время действия.2009.https://www.youtube.com/watch?v=oXfZY8rtAlA
- Руководители совести, историко-документальный фильм, 2010 [2]
- Филармония. Фильм-концерт, 2011.
- Грибушин. Повторение пройденного.Gribushin.REITIRATION.2013[3] https://www.youtube.com/watch?v=WBr73NF1_Dc.
- Казачий ритуал, 2016 https://www.youtube.com/watch?v=n2XMi6ybbJ4
- Тридцатое измерение, 2018  https://artdoc.media/ru/movie/tridcatoe_izmerenie_2018_33/

Фильмы и циклы Варвары Кальпиди отличаются глубинным проникновением в историю и ярким публицистическим акцентом, здесь история Перми становится поводом для размышлений автора на философские, психологические, эзотерические темы. Сюжеты и персонажи пермской истории оживают в сценах художественной реконструкции событий через создание особой атмосферы. Молодёжное объединение «Огарки», скрывавшееся в дореволюционной Перми и фантастический Иномир пророка Заратуштры (фильм снимался в Кунгурской ледяной пещере), тень легендарного доктора Граля и Видение, преследующее художника Юрия Жаркова, масоны из ложи «Золотого ключа», когда-то обретавшие в Перми, — все они говорят со зрителем на языке мистики и мудрости одновременно.
Все фильмы построены на архивных сведениях и документах, результатах собственных исследований, авторских трактовках, что придаёт используемым сюжетам новые смыслы.
При этом у зрителя остаётся право на собственное продолжение расследования темы. Фильмы имеют психоделическое воздействие на зрителя — через саундтрек, визуальный ряд, монтажные ритмы.
Для участия в съёмках часто приглашаются знаковые для Перми, культовые  персонажи — художники, скульпторы, поэты, философы, музыканты, учёные.
Циклы фильмов Варвары Кальпиди адресованы молодому поколению, нацеленному на поиск метафизических смыслов.
Они используются в учебном процессе, в туристическом бизнесе. В частности, фильм «В поисках Заратуштры» демонстрируется в историко-археологическом заповеднике «Аркаим», «Улицы города Перми» показывают в школах, лицеях и библиотеках, во время автобусных экскурсий и туров.
Фильм «Грибушина наследники» издан в Кунгуре, диск с фильмом продаётся, а фильм демонстрируется в Кунгурском историко-архитектурный и художественный музей-заповеднике.
Фильмы о городах-побратимах Перми — Оксфорде и Луисвилле — выбирают студенты и преподаватели. «Архиерейский сад» и «Руководители совести» предпочитает православное сообщество. Последний показывается во время экскурсий на Белую гору в Свято Николаевский мужской монастырь.  

## Награды
- Приз «Золотая Богиня» V111 Международного фестиваля телевизионных фильмов и программ «Золотой бубен» (2005)
- Диплом победителя фестиваля неигрового кино и телевидения "Созвездие созидателей" (2017г)
- Благодарственное письма от Губернатора Пермской области Юрия Трутнева (2003г)
- Благословение за усердные труды во славу Святой Церкви от Епископа Пермского и Соликамского Иринарха (2004 г.)
- Обладатель сертификата Автономной некоммерческой организации «Интерньюс» по специальности «Сценарий игрового телесериала» (2004г).
- Автор цикла творческих вечеров «Штампы истории» и «Вперед в прошлое!»(по заказу Администрации Пермской области)
- Автор книги «Грех нечтения» в цикле Уполномоченного по правам человека в Пермском Крае «Ценности жизни: достоинство человека» (2008г)
- Автор интернет-шоу «Картина мира» — серии публичных встреч с интернет-трансляцией (2009—2010)[4]
- «Картина Мира. Варвара Кальпиди»
- Автор ток-шоу «Этническая музыка и современность», в рамках фестиваля «КAMWA»[5][6]
- Фильмы автора и продюсера Варвара Кальпиди, собранные под заголовком «Тайны Перми», были изданы в Комитетом по культуре Пермской городской администрации в 2008 году, распространены на канале youtube

## Проекты
- Цикл киновечеров «Штампы Истории» и «Вперед, в прошлое!» (2007)
- Авторская колонка в газете "Аргументы недели - Пермь" (2007)
- Сборник публицистики «Грех нечтения» (2008)
- Интерактивное интернет-шоу «Картина мира» (2009—2010)
- Проект «Провинциальный герой (цикл статей в газете «Пермский обозреватель») – (2013-2014)
- Авторское ток-шоу «Этническая музыка и современность», в рамках фестиваля «КAMWA» (2013)[5][6]
- Вечера благотворительной памяти в рамках Большого Благотворительного фестиваля (2016)
- Коммуникативная площадка для СМИ "Медиадром"  (2016-2017)
- Вечера "У камина в доме Групильон" (2017)
- Канал "Грибушин today"на youtube https://www.youtube.com/watch?v=qB8R9ayTC4o ;https://www.youtube.com/watch?v=xXdetlFxFqU&list=PLExYVMdVOzIKxoOyNFM_H2A6-t-cDxM3u;https://www.youtube.com/watch?v=t4Z8TqzESwE; https://www.youtube.com/watch?v=oqkzYiwTppshttps://www.youtube.com/watch?v=ug88CsWQb9Y, 2019 -2020 гг
- Преподает в магистерской программе «Экономика впечатлений: музейный, событийный, туристический менеджмент» на факультете  экономики, менеджмента и бизнес-информатики НИУ ВШЭ с 2019 г.

### Видео
- Руководители совести. Часть 1. 2015.
- Тридцатое измерение. Фильм о театре «У Моста». 2018.
- Грибушины. Общественное московское телевидение (ОМТ). 2013.
- Интервью Варвары Кальпиди, победителя кинофестиваля «Созвездие созидателей»
- Открытие сквера купцов Грибушиных в Перми (2017)

Цикл «Тайны города Перми»
- Прощай, XX век!. 2000.
- Улицы города Перми. 2000.
- Грибушина наследники. 2000.
- Пермь масонская. 2003.
- История с видением. 2003.